# HQM Sachsenring GmbH
HQM Sachsenring GmbH fue un fabricante alemán de automóviles, con sede en la ciudad de Zwickau, en el estado de Sajonia. Anteriormente fue la fabricante insignia de vehículos de pasajeros para los ciudadanos de la anterior Alemania oriental, y posterior a su reunificación la planta se destinó a suplir autopartes para la industria del auto en la Alemania reunificada. La compañía existió como VEB Sachsenring entre los años 1947-1990, y en 1993 sería renombrada como Sachsenring Autowerke GmbH, y tras su privatización como HQM Sachsenring GmbH al ser adquirida por HQM de Leipzig. En el año 2013 se declaró finalmente en bancarrota. El nombre de la sociedad se debió durante su existencia al circuito autmovilístico de Sachsenring.

## Historia

### Inicios

#### Posguerra
La historia de la firma Sachsenring va directamente relacionada con las obras de Horch (famosa marca dedicada a la producción de automóviles de clase alta hasta que la guerra iniciara, y por la fundación de Auto Union) y con la instalación de las factorías de la Audi de nuevo en Zwickau. August Horch fue, junto con el resto de Auto Union, expropiado por sus anteriores socios, y con lo que le quedó, después de ser expropiado mediante un referendo corporativo; migra a esta ciudad en junio de 1948. 
En el mismo año esta planta de automóviles fue renombrada como "VEB HORCH Zwickau", y así fue como operó desde su reapertura, en el marco de una nueva asociación, que era la de industria automotriz de la RDA (IFA). Sus primeros productos manufacturados aquí fueron el camión H3 y el tractor RS01. En el año de 1954 comenzó la producción del nuevo desarrollo de la IFA, el H3A .
La tradición de las limusinas de lujo llevó a que Horch trabajara con ellas de nuevo, tratándolas de rescatar mediante el lanzamiento del prototipo P 240 "Sachsenring" (conocida luego como Horch "Sachsenring"); para mantener dicha línea de productos. El nombre de la planta de vehículos se cambió, y en 1954 se denominaría como la planta automotriz y de motores VEB Sachsenring de Zwickau. En paralelo, la fábrica de automóviles VEB Zwickau (AWZ) presentó al precursor del Trabant, el prototipo ZEE P70; producto que pasó a ser una gran prueba de experiencias para los trabajos posteriores con carrocerías de plástico termoestable.

#### Producción delTrabant
Para llegar a alcanzar las cifras de producción requeridas para un nuevo modelo de automóvil de pasajeros, se hizo que el Trabant fuera producido tanto en la planta de la VEB Sachsenring como en la VEB Zwickau, que luego reasumió la producción de camiones IFA. La producción de camiones se encontraría posteriormente asentada en la fábrica de automóviles "Ernst Grübe" de Werdau, desde el 1 de mayo de 1958. En la planta 1 (Sachsenring) se fabricaban a partir de esa época las partes del cuerpo bajo del coche, y la planta 2 (Zwickau) se hizo cargo de la estructura de acero y la transmisión de toda la producción del Trabant. Las áreas de producción se establecieron de la siguiente forma:
1. FB Área de producción 11 = Salas de Prensa para estampado y conformado de piezas de acero,
2. FB Área de Ensamble 2 = Montaje de la carrocería en blanco,
3. FB Área de Cajas de mecanismos 6 = Producción de las cajas de marchas y motores en casos excepcionales.

En la planta 3 (ZEE) se llevó a cabo la producción de la carrocería, hecha de plásticos termoestables; y la fábrica 2 FB 9 se encargó del ensamblaje final. Las primeras partes de la línea de producción usaban la fuerza humana para mover la carrocería, y luego se movilizaba a las otras factorías en camiones, ya después de los trabajos de remate en el Trabant, este era embarcado por sus propios medios en camiones hasta las salas de asignación.
En los próximos años se incrementó de forma sostenida la cuota de producción, y así se promovió el desarrollo del modelo como una idea válida ante el gobierno central. Sin embargo, el nuevo cuerpo del Trabant 601, lanzado al público en 1963; tuvo como éxito su última reforma, y tal vez la más exitosa, hecha por parte del departamento de desarrollo de VEB Sachsenring íntegramente. En los años 1970 y 1980 el Trabant fue construido sin cambios notorios en su diseño.

#### Desarrollo detenido
Por la voluntad del politburó de la Alemania comunista, el desarrollo del Trabant habría sido detenido temporalmente, sin embargo según la autonomía de VEB Sachsenring; éste se continuó sin problemas. Ya en el verano de 1962, inmediatamente después de la finalización del desarrollo y pruebas del P601, comenzó el desarrollo del modelo P602. Además de un chasis mejorado, el vehículo se equipó con un motor de mayor potencia, que llegó a 28 caballos de fuerza más que el modelo de serie anterior. El desarrollo de los motores de 28 CV de dos tiempos fracasó. Sin embargo, al mismo tiempo el politburó de Alemania oriental le exigió a la VEB Sachsenring que varias de las piezas AWE para producir el Wartburg seguro fueran hechas en sus instalaciones, comprometiendo su capacidad en el Trabant. Con esta exigencia del gobierno central, el desarrollo de una nueva versión para 1964 se detuvo, y la remanente capacidad en las instalaciones de la VEB Sachsenring se comprometería demasiado, ya que su límites estaban al máximo por la producción del Trabant.
El 30 de diciembre de 1966, un nuevo modelo fue anunciado -el P603-. Este coche ya contaba con una nueva carrocería, de tipo hatchback, similar a la de los VW Golf I. Nueve modelos funcionales para pruebas se construyeron, los que luego se equiparon con diferentes motores:
- Un motor de tres cilindros de dos tiempos; de la Wartburg,
- Un motor de cuatro tiempos de Škoda,
- Un motor rotativo de nueva manufactura y desarrollo.

El proyecto, bajo la dirección de Günter Mittag, y a pesar de la promesa de cambio de enfoques; fue abortado en noviembre de 1968 y los prototipos parcialmente destruidos, los sobrevivientes fueron llevaron a finales de los años ochenta a las vías públicas.
En enero de 1970 comenzó el desarrollo del modelo P760, y como un nuevo vehículo para la economía de la RDA se había vuelto casi imposible, el 760 fue un coche planeado como un proyecto conjunto de las marcas del CAME fuera de la Unión Soviética, tales como VEB Sachsenring, AWE y Škoda. Las partes del sistema eléctrico también deben provenir de Hungría. La RDA se retiró en el otoño de 1973 , pero a pesar del su retiro del proyecto; las obras de desarrollo se continuarían por separado. En Checoslovaquia, el P760 más tarde sirvió de base para la serie 105-30 de Škoda, el precursor del Škoda Favorit.
En la RDA, el proyecto se continuó como P610. El plan era realizar un coche intermedio en tamaño; más grande que el "Wartburg" y más pequeño que el "Trabant", pero este desarrollo fue desestimado. No fue sino hasta 1984, cuando se sugiere un nuevo proyecto: La IFA obtuvo de la Volkswagen una licencia para construir el VW Polo, adquiriendo algunos automóviles del modelo citado, y que luego de sus estudios de factibilidad sería ensamblado en las instalaciones de Barkas-Werken, todo ello a partir de 1988. Al mismo tiempo, el desarrollo del Trabant 1.1 se aceleró en la nueva fábrica en Sachsenring Zwickau-Mosel. Dicho desarrollo, sin embargo, se mantuvo al margen por razones económicas: El motor VW Polo se instaló en un cuerpo (aparte del capó, la parrilla delantera, paragolpes, luces traseras y el depósito de combustible) de la década de 1960, principalmente refaccionado. Para el depósito de combustible, se decide instalar nuevos equipos, lo que lleva a la importación de maquinaria desde el exterior, así como se inicia el montaje de un nuevo taller de pintura, nuevos equipos de soldadura autógena y MIG, un nuevo taller que tendría cuatro prensas de mayor capacidad, también importadas desde Italia, y una línea lavadora, en las nuevas instalaciones construidas en la ciudad de Johanngeorgenstadt, y culminadas en el año de 1989. Esta inversión de DDRM40 millones de marcos alemanes del este no sería aplicada efectivamente en la producción, cada vez más menguante. El experto en economía del Politburó de la RDA, Günter Mittag, quien fue de la opinión de mejorar dicho auto; y quien fuera el que había decidido el cambio y mejora en las partes anteriores, tras lo cual es designado como el "nuevo" responsable de la VEB Sachsenring.
Para el nuevo modelo, de 1,1 llitros, se le dotó con un eje delantero de tipo MacPherson, de brazos oscilantes y con amortiguadores. Al eje trasero se le dotó de muelles helicoidales y correspondió esta serie a la última revisión del 601S. Aparte de dichos cambios el sistema de frenos se mantuvo al anterior, que estaba compuesto por tambores de freno en las cuatro ruedas, y sólo se cambió el sistema delantero por uno de discos de freno, y el de las ruedas traseras se mantuvo con tambores de freno (del modelo LK98 se pasó al modelo LK160).
Desde que fuera designada como VEB Sachsenring en 1947 y hasta 1990, se destacó siempre como un gran productor de vehículos en la anterior República Democrática de Alemania, luego fue refundada en julio de 1990 tras la reunificación, y como tal la sociedad fue renombrada Sachsenring automotive GmbH. Luego de estos hechos, intentó durante un año, sin éxito; poner al nuevo Trabant 1.1 en venta -durante su periodo en venta en el libre mercado se lanzó con un precio menor a DDRM6000- siendo más asequible que sus competidores occidentales, pero obsoleto tecnológicamente. El 30 de abril de 1991, en Sachsenring la producción de automóviles se concluyó oficialmente. En la nueva planta de Zwickau-Mosel, comprada por la Volkswagen se hizo una gran inversión en su actualización, en la cual se había invertido una cantidad no específica, más tarde se fundó aquí la rama de la Volkswagen en Sajonia, la Volkswagen Sachsen GmbH. Por otra parte, la razón social y las instalaciones de la antigua VEB Sachsenring fueron puestas en venta para luego ser ya privatizadas en diciembre de 1993.

#### Años posteriores
El departamento de desarrollo de HQM Sachsenring, como el eje de desarrollo de vehículos de la firma; fue privatizada en 1992, y convertida en una GmbH. 
La nueva sociedad se estableció posteriormente en 1993, junto al derecho de uso del nombre; el que fue cedido a su comprador, la sociedad creada por los hermanos Rittinghaus de Hemer, quienes transforman la empresa bajo el nombre de Sachsenring Automotive GmbH. Inicialmente la sociedad quiso establecerse como un proveedor de piezas para la industria de la automoción. Así, la compañía se convirtió rápidamente en una compañía insigne de los recientemente estados reanexionados. En 1996 se volvió a convertir en una empresa pública, que tras el Neuer Markt se transforma en una empresa de capital mixto a partir de 1997.
A finales de 1996, Sachsenring se reinventa, y con la presentación del UNI1, un coche ecológico de nuevo desarrollo, con chasis y chapa de aluminio y un motor de propulsión diésel-eléctrica combinada, el vehículo fue presentado como una alternativa a las flotillas de empresas de transporte individual (taxis), así como a las empresas de alquiler de vehículos. 
A pesar de su prmisoriedad, el UNI1 no se construyó en serie. En 1999 la filial de tecnología para vehículos de la HQM Sachsenring GmbH fue fundada como un holding empresarial a la vez. El holding Sachsenring 2000 AG tenía el 51% de las acciones de la NAW, firma adquirida por la DaimlerChrysler. [1] El concepto de la compra de las empresas más pequeñas con el dinero ganado a través de la salida a bolsa y por lo tanto la mejora de Sachsenring ha fallado. Especialmente a través de la adquisición del Centro de Microelectrónica Dresden (ZMD) llegó Sachsenring cada vez más en dificultades financieras: El Gobierno del Estado de Sajonia había transferido ilegalmente fondos a la propiedad previamente por el Estado Libre de empresas en crisis ZMD y así violar las leyes de la UE. Como ZMD se consolidó en Sachsenring Grupo después de la adquisición en 1998, amenazada en 1999 a 2002, un examen de la UE-principal y el pago de 360 millones de marcos alemanes por el Grupo de Sachsenring. El pago de nuevas ayudas para ZMD fue, por tanto, también retrasó. Los bancos de Sachsenring, que habían logrado como accionista todas las acciones de ZMD a la venta en Sachsenring para el Estado Libre y había recomendado la compra de la Junta de Supervisión de Sachsenring AG retiraron debido al riesgo de la UE a partir de 2000 de la financiación de la espalda y Sachsenring otorgó a la empresa sin más préstamos. Desde la antigua Rittinghaus principal accionista ahora sólo poseía menos del 25% de las acciones en Sachsenring, rechazado estos pagos adicionales en el capital social de AG en el contexto de riesgos de la UE sin resolver.
Tanto el Sachsenring Automotive Engineering GmbH y Sachsenring AG presentó el 30 de mayo de 2002 la quiebra. El grupo dejó sin atrasos de salarios. Ulf Rittinghaus ocurrió antes de volver como CEO. Al mismo tiempo el presidente Ludger Staby renunció a la presidencia. En enero de 2006, ha sido presentada en contra de las acusaciones de falsa contabilidad, malversación de fondos y por negligencia intencional de los hermanos Rittinghaus. Además, el circuito de Sachsenring AG era - no menos importante en las conexiones personales de los sindicatos - en gran parte en el escándalo de QMF involucrados. El 9 de marzo de 2002 el juicio contra los hermanos Rittinghaus terminó con una comparación porque los cargos falsa contabilidad y Insolvenzverschleppung fueron refutadas por opiniones de expertos designados por el tribunal. Sin embargo, se vio la corte como evidencia de que las cantidades pagadas por el hermanos Rittinghaus en 1999 préstamo participativo Sachsenring de 15 millones de marcos alemanes carecían de forma legal y, por tanto, que equivaldría a los pagos de intereses al prestamista un hechos de infidelidad. Los empresarios tenían 1999 Sachsenring AG prestado 15 millones de marcos DDR y requiere menos interés de lo que se requiere en el momento de la banca. Finalmente resuelto el tribunal penal, los pagos de intereses individuales al prestamista como hechos de infidelidad. Los hermanos Rittinghaus acordaron en marzo de 2009 en la comparación ofrecida por la fiscalía, después de ver el mientras tanto, expuesto a un proceso de seguimiento de más de siete años. 
Además, la compañía establecida con el Africar proyecto de una nueva marca de automóviles para decir adiós a la historia Trabant. La marca se ha asentado ya en Sudáfrica, y debe servir a la época de la fundación, en particular del paso de la Sachsenring saber-cómo actuar como un salvavidas fuera de Alemania. Hace unos años que era Ciudad del Cabo -obras de Chery Automobile compraron, que sigue el nombre de la marca.
En noviembre de 2002 Rittinghaus crio en MDR-magazine hecho y las estrellas graves acusaciones contra el gobierno del estado CDU. En una exposición de coches clásicos, el 9 de octubre de 1998, poco después de la elección federal perdida, de Sajonia ministro de Economía Kajo Schommer haber pedido una contribución de campaña de más de cinco millones de marcos alemanes. Rittinghaus han rechazado esta solicitud por razones de fondo. Kajo Schommer niega que este pedido seria. Hay diferentes opiniones en cuanto a que debería haber aplicado nunca este tema. Las charlas serán en adelante también ha sido una posible "campaña electoral" Sachsenring AG con respecto a la próxima elección estatal en septiembre de 1999.

#### Primera quiebra
Tras estar tres años en bancarrota, Sachsenring AG  fua adquirida en febrero del 2006 por la firma Härterei und Qualitätsmanagement GmbH (HQM) de Leipzig. La constructora de los vehículos Trabant de Sachsenring AG fue revivida así, y ya teniendo asignado como liquidador a Bruno Kübler de Múnich . Esta nueva empresa, refundada el 1 de julio de 2003; y ahora redesignada como Sachsenring Zwickau AG, ya sin cargas de deuda y con un capital de un millón de euros. ¡Haga como de Thyssen Krupp, que quería hacerse cargo de la empresa por un simbólico 1 €, se negó, porque ya en el primer año logró Sachsenring para volver a la rentabilidad. Las áreas de producción individuales, tales como la División de Protección Especial, que fabrica armaduras para se vendieron sedanes. De esta manera, podría ser salvados 400 puestos de trabajo, de los originales 750.
En una ronda de negociaciones el 15 de octubre de 1998, la primera subvención prevista (precio de compra negativo) para la adquisición de ZMD se incrementó (Centro de Microelectrónica Dresden) por uno dominado por el comprador consorcio Sachsenring AG, de 25 millones de marcos alemanes a 29 millones de marcos alemanes. Según el presidente del consejo de Manfred Schürer, esto se hizo para llevar a cabo una acción de campaña encubierta para el gobierno del estado de CDU. La Cancillería de Estado de Sajonia niega estas acusaciones; los cuatro millones de marcos alemanes fueron más bien pagado de manera Sachsenring podría pagar un préstamo actual a ZMD.
Sin embargo invertido Sachsenring poco antes de la próxima elección estatal en 1999 casi tres millones de marcos en la acción "Sajonia Sajonia". La acción bipartidista en sí mismo estaba pensando fuera Rittinghaus fuerte en la verdad para ser el actual gobierno estatal CDU reposar para que coincida con la elección estatal en una particularmente buena luz.
A petición de los PDS y el grupo parlamentario del SPD de la corte sajona Landtag luego hizo un comité de investigación, deben revisar las operaciones. La labor del Comité se creó en octubre de 2004 sin informe final, ya que ambas representaciones igualmente dudas habían surgido.
El fiscal Dresden trajo en agosto de 2006 la acusación de Kajo Schommer por el presunto delito de corrupción y deslealtad a la corte país en Dresde, número de referencia: 912 Js 854/04. En julio de 2007, murió Schommer, sin haber emitido previamente la decisión de abrir o denegación de la prueba.

#### Compra de HQM a Sachsenring GmbH
La fábrica principal en Zwickau con incluso 170 empleados fue vendida a principios de 2006. La prpouesta ganadora resultó de entre las 14 dirigidas por solicitantes locales y extranjeros, y tras la selección, el grupo HQM con sede en Leipzig se hizo a la propiedad de la planta y a sus derechos de marca, las que adquirió tras el pago de un importe de €2 millones. La HQM es en sí misma es un ya reconocido proveedor de partes y otros suministros para la industria de la automoción, y cuenta con 500 empleados en su nómina.
La HQM Sachsenring GmbH fue fundada como una filial de "Härterei und Qualitätsmanagement GmbH" el 1 de marzo de 2006. La HQM planea llevar de nuevo al futuro las facilidades de producción de la era comunista y así aprovechar al máximo la fábrica de Zwickau, contratando para ello a 300 empleados. Con una supuesta promesa de éxito seguro, dicha compañía hizo el esfuerzo por el aumento de la reputación de la marca "Sachsenring" también contra el símbolo en gran parte de la desconocida "HQM". La compañía suministra entre otras cosas a la fábrica de Volkswagen en Zwickau accesorios para los modelos Golf y Passat. En el año 2012 alcanzó una facturación de € 170 millones.

#### Segunda quiebra
El 10 de mayo de 2013, la HQM Sachsenring reiteró su declaración de bancarrota. El 1 de agosto de 2013, el procedimiento judicial de liquidación fue encomendado en los juzgados de Amtsgericht Chemnitz, quien posteriormente asumió el caso y asignó como liquidador a Joachim Exner, abogado del bufete de Dr. Beck & Partner's.

## Galería de productos

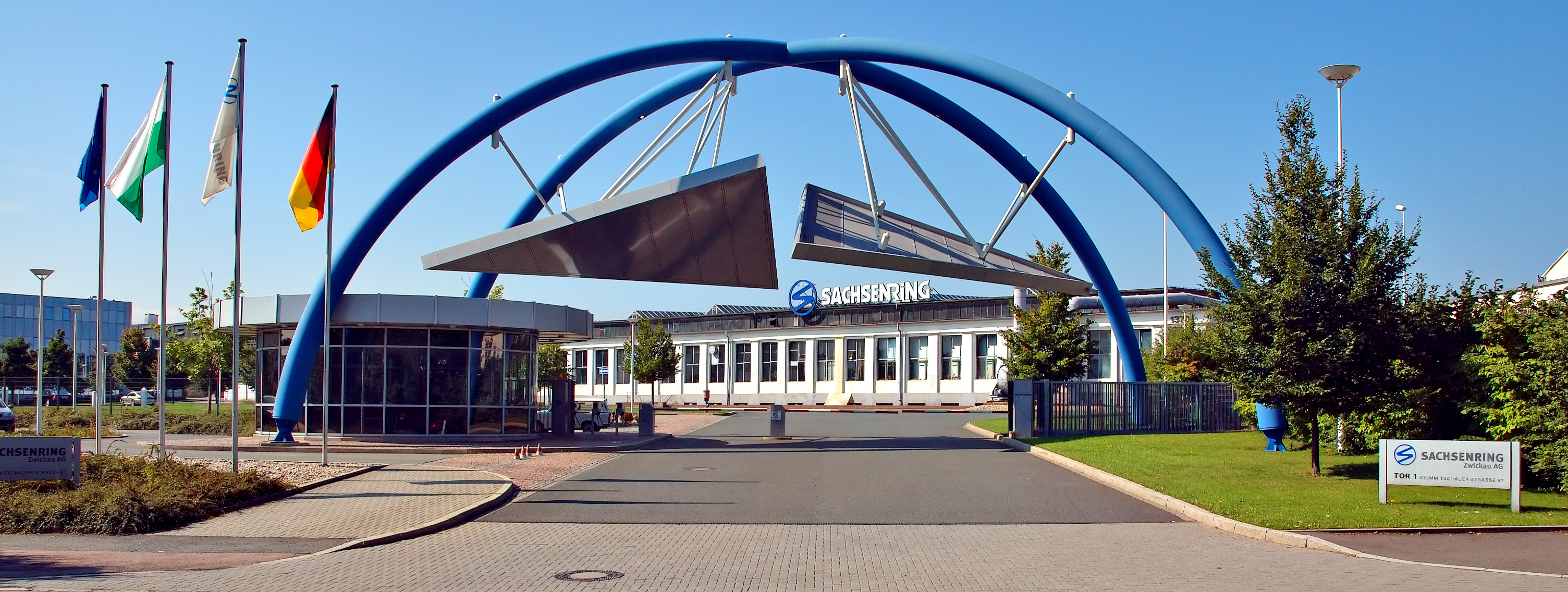
Entrance arbor and Sachsenring AG buildings
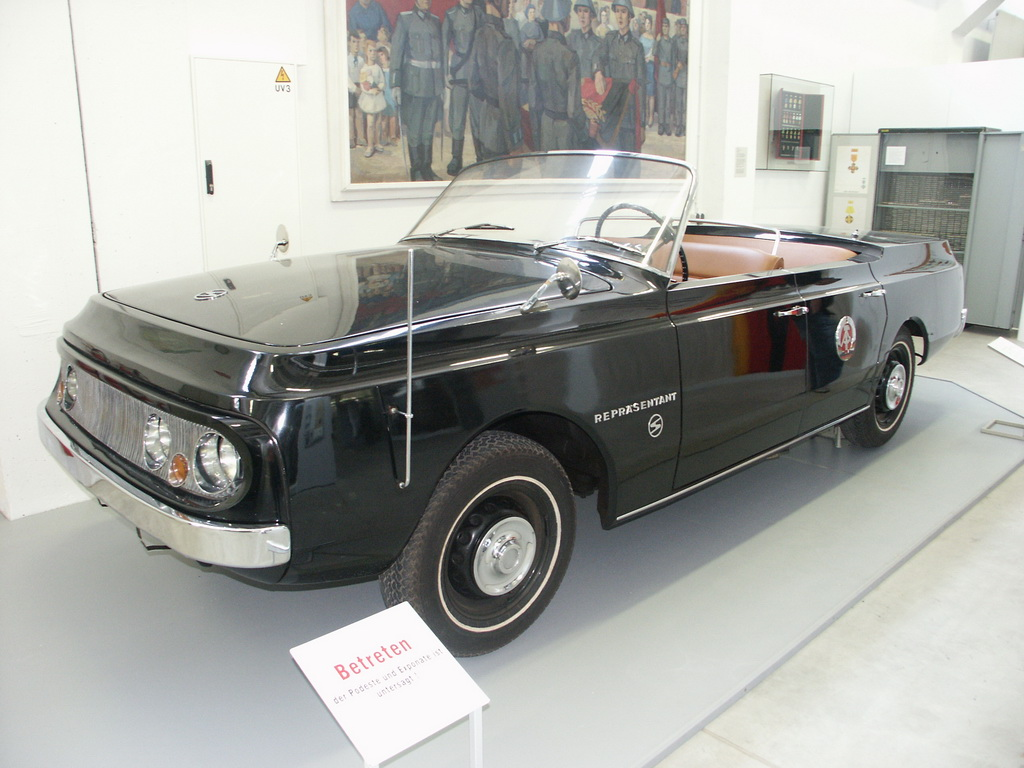
1969 P 240 Repräsentant
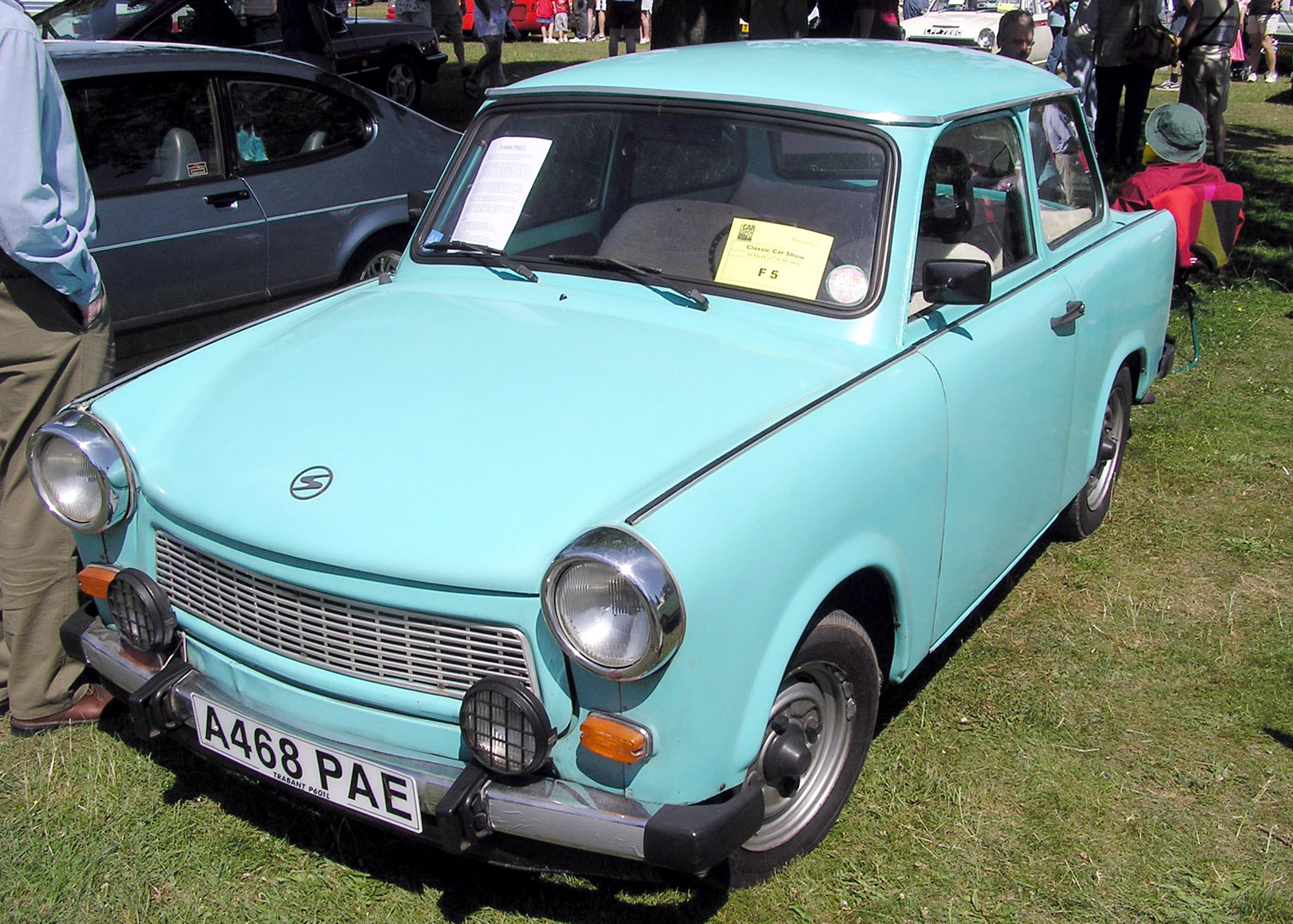
600cc 1983 Trabant P601L.
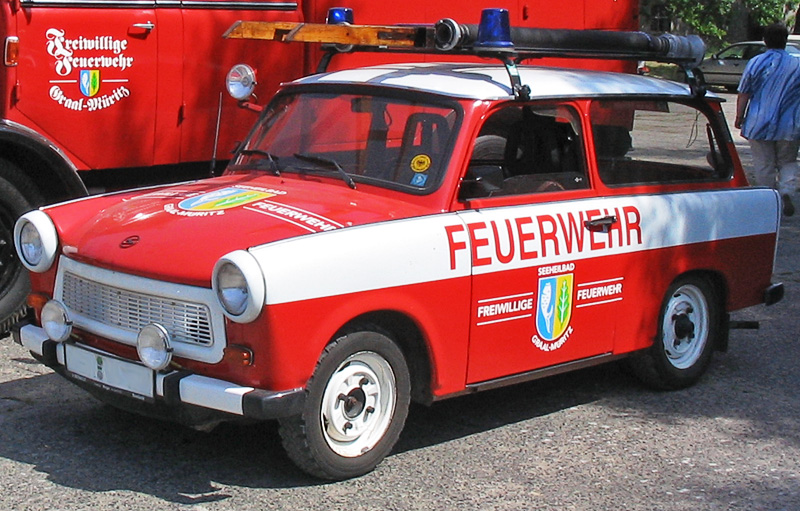
Trabant Emergency Vehicle